# 224ª Divisione costiera
La 224ª Divisione costiera fu una grande unità di fanteria del Regio Esercito Italiano durante la seconda guerra mondiale.

## Storia
Nel novembre 1942 le forze dell'Asse invasero la Francia meridionale e la divisero in una zona di occupazione tedesca e una italiana. Per la difesa costiera della sua zona l'Italia costituì il 1º gennaio 1943 la 223ª Divisione Costiera a Bologna e la 224ª Divisione Costiera a Firenze. Entrambe le divisioni erano formate con unità di riserva dei reggimenti alpini regolari dell'esercito.
La 224ª Divisione Costiera aveva sede a Nizza e assegnata al I Corpo d'armata. Dopo l'annuncio dell'armistizio di Cassibile l'8 settembre 1943 la divisione fu sciolta dalle forze d'invasione tedesche.

## Organizzazione
- 224ª Divisione Costiera - Base Militare Nizza, a Nizza[1][3]
  - 165º Reggimento Alpini Costieri
    - Battaglione Alpini "Monte Marmolada" (formato dal XXV Battaglione Rimpiazzi/ 7º Reggimento alpini )
    - Battaglione Alpini "Monte Canin" (formato dal XXVI Battaglione Rimpiazzi/ 8º Reggimento alpini )
    - Battaglione Alpini "Monte Clapier" (formato dal XXVII Battaglione Rimpiazzi/ 1º Reggimento alpini )
    - DXIII Battaglione Mobile Territoriale Alpini
    - 424ª Compagnia Mortai (mortai da 81mm Mod. 35)

  - X Battaglione Carabinieri
  - 104ª Compagnia Motociclisti Bersaglieri
  - 224ª Compagnia di ingegneri misti
  - 224ª Sezione Carabinieri
  - 158° Ufficio postale
  - Servizi di divisione

## Comandanti
- Generale di Divisione Luigi Mazzini (1º gennaio 1943 - 25 maggio 1943)
- Generale di Divisione Giuseppe Andreoli (26 maggio 1943 - 25 agosto 1943)
- Generale di Divisione Mario Badino Rossi (26 agosto 1943 - 9 settembre 1943)